# Andrea Zryd
Andrea Zryd, née le 24 octobre 1975 (originaire d'Adelboden), est une personnalité politique suisse, membre du Parti socialiste.
Elle est députée du canton de Berne au Conseil national depuis décembre 2023.

## Biographie
Andrea Zryd naît le 24 octobre 1975. Elle est originaire d'Adelboden.
Elle s'installe dans la région de Macolin en 1999 pour y suivre des cours à l'École fédérale de sport.
Elle est enseignante d'éducation physique à la Haute école fédérale de sport de Macolin et un entraîneur reconnu sur le plan international, ayant notamment travaillé avec l'équipe de Suisse de hockey sur glace, des skieurs et des champions d'athlétisme. Elle préside par ailleurs l'association Swiss Coach depuis l'été 2023 et écrit des chroniques dans le Bieler Tagblatt.
Elle est en couple avec Alex Reinhard, francophone jurassien et ancien entraîneur du Hockey Club La Chaux-de-Fonds et des SCL Tigers de Langnau. Ils ont deux enfants.

## Parcours politique
Elle siège au Grand Conseil du canton de Berne du 25 février 2004 au 31 mai 2010 (elle n'est pas réélue lors des élections cantonales de mars 2010) et du 1er juin 2014 au 7 décembre 2023.
Après trois tentatives infructueuses (première des viennent-ensuite en 2019), elle accède au Conseil national lors des élections d'octobre 2023 grâce à l'élection de Flavia Wasserfallen au Conseil des États.

## Positionnement politique
Elle fait partie de l'aile pragmatique et réformiste du Parti socialiste. Elle se dit proche politiquement de Hans Stöckli et se qualifie de « sociale démocrate pragmatique ».
Le sport est son thème de prédilection, de même que la progressivité des impôts. Elle est notamment opposée aux forfaits fiscaux et plaide pour une plus forte taxation des personnes aisées. Elle est également la coauteur d'une motion au Grand Conseil du canton de Berne visant à introduire la semaine de 38 heures sans baisse de salaire au sein de l'administration cantonale, sur le modèle de l'Islande.